# Humpata
Humpata ist ein Landkreis (Município) in der angolanischen Provinz Huíla, nahe der Provinzhauptstadt Lubango. Sie liegt in 1020 Meter Höhe auf der Humpata-Hochebene zwischen der Serra da Munda im Norden und der Serra da Chela im Süden am von der Serra de Chela herunterkommenden Kunene-Zufluss Kakulovar (Caculevar).

## Geschichte
Humpata wurde 1880 von burischen Siedlern (Dorslandtrekker) aus Südafrika und portugiesischen Kolonisten aus Moçâmedes anstelle eines Humbe-Dorfes gegründet, nachdem die Buren die Humbe vertrieben hatten. Die portugiesische Kolonialverwaltung gab der Niederlassung 1881 den Namen São Januário. Die ursprünglich von Jacobus Frederik Botha geführten rund 270 Buren betrieben Ackerbau, Viehzucht sowie Jagd. Einige zogen 1885 weiter und gründeten um Grootfontein in Südwestafrika die Republik Upingtonia. Die Zurückbleibenden zahlten zunächst keine Abgaben an die portugiesische Regierung, die ihnen eine selbständige Verwaltung und die portugiesische Staatsbürgerschaft zugestand. Botha wurde Magistrat und Kommandant der Siedlung. Bothas Tochter heiratete den portugiesischen Offizier Artur de Paiva, und die Buren unterstützten ihn bis 1898 bei der Niederschlagung dreier Humbe-Revolten. Auch bei der Niederwerfung der Cuamato (Kwamato) und der "Befriedung" der Provinz Cunene halfen die Buren aus Humpata bis 1906 der portugiesischen Kolonialmacht. Enttäuscht darüber, dass ihnen Portugal nicht gestattete, ihre Kinder in Afrikaans zu unterrichten, verließen im Jahre 1928 die meisten Buren (zwischen 1800 und 1900 Personen) Humpata und siedelten sich in Südwestafrika neu an.
Mit der Unabhängigkeit Angolas erhielt die Stadt 1975 ihren alten Namen Humpata zurück und zählt heute etwa 31.000 Einwohner.

## Verwaltung
Humpata ist Sitz eines gleichnamigen Landkreises (Município) in der Provinz Huíla. Der Kreis hat 82.560 Einwohner (Schätzung 2013) auf einer Fläche von 1261 km². Die Volkszählung 2014 soll fortan gesicherte Bevölkerungsdaten liefern.
Fünf Gemeinden (Comunas) bilden den Kreis Humpata:
- Bata-Bata
- Humpata
- Kaholo
- Neves
- Palanca

## Söhne und Töchter der Stadt
- Fernando Peyroteo (1918–1978), portugiesischer Fußballspieler